# Morski psi
Morski psi (znanstveno ime Selachii) so skupina rib hrustančnic, ki jih uvrščamo v podrazred Elasmobranchii (morski psi in skati).  Zaznamuje jih endoskelet brez reber, luske z zobci, pet do sedem škržnih rež na vsaki strani ter prsne plavuti, ki niso zraščene z glavo. Sodobni morski psi so razvrščeni v oddelek Selachii in so sestrska skupina raž in skatov (Batomorphi). Nekateri viri izraz »morski pes« uporabljajo tudi za izumrle vrste skupine hrustančnic (Chondrichthyes) z morfologijo podobno morskim psom, kot so hibodonti.
Obstaja okoli 520 različnih vrst, ki so razdeljene v 9 rodov. Morski psi so razširjeni po vodnih biomih na Zemlji. Nekatere vrste psov plavajo blizu gladine morja, druge tisoče metrov globoko, blizu obale ali daleč na odprtem morju, kar kaže na veliko lastnostno pestrost.

## Etimologija
Besedna zveza 'morski pes' se je v slovenščini v pisnih virih pojavila v sredini 20. stoletja in je verjetno izposojenka hrvaške besede 'morski pas'. Slednji naj bi kot kalk izviral iz italijanskega 'pescecane'. Do 20. stoletja je kalk nemškega 'Seehund' predstavljal tjulnja. Pomenska motivacija za poimenovanje teh žival temelji na zobovju morskega psa in psa. Matej Cigale je leta 1860 v svojem slovarju za slovensko poimenovanje predlagal besedi 'morski volk' in 'požerun'.

## Zgodovina
Prazgodovinski predniki morskih psov so plavali v svetovnih oceanih že pred milijoni let. Začetek evolucije modernega morskega psa se je pričel pred 100 milijoni let in pred 65 milijoni let je Zemljo naseljevala že večina današnjih vrst morskih psov.
Do sedaj je izumrl morski pes megalodon. Živel je pred 5 do 25 milijoni let. Dokaz za njegov obstoj so le velikanski zobje, ker je imel okostje iz hrustanca, ki dokaj hitro razpade. Njegove zobe so našli v Avstraliji,  Afriki, Ameriki in v Evropi. Stari Grki in Rimljani so mislili, da ti zobje pripadajo zmajem ali velikanskim kačam. Uporabljali so jih kot orodje za rezanje. Zobje megalodona so bili dolgi do 20 cm, v dolžino je meril okoli 25–31 m, repna plavut je bila visoka preko 4 m, hrbtna pa 2 m. Tehtal je do 100 ton. Iz zob, ki so jih našli na različnih krajih, so sestavili čeljusti, ki so bile široke 2 m in visoke 3 m. Megalodon je največji plenilec, znan do sedaj, ki je kdaj koli živel na Zemlji. Vzrok za njegovo izumrtje še ni točno znan. Nekateri verjamejo, da ga je nadomestil današnji beli morski pes, ki je bolje prilagojen življenjskim pogojem v današnjih oceanih.

## Telesna zgradba
Morski psi se od ostalih rib razlikujejo po skeletu, ki je kot pri ražah, skatih in ostalih hrustančnicah iz hrustanca. Koža morskih psov je pokrita z luskami, ki imajo zobce, ribe pa imajo luske gladke. Imajo tudi pet, šest ali sedem škržnih rež na vsaki strani, ribe kostnice pa imajo škržni poklopec.
Povprečna življenjska doba morskega psa je okoli 35 let, čeprav ena vrsta psov živi 70 do 100 let. Morski pes raste vse življenje.

## Razmnoževanje morskih psov
Morski psi se razmnožujejo na več načinov, lahko:
- ležejo jajca v ovojnici, kjer se zarodek razvija in so zato oviparni ali jajcerodni.[3]
- v telesu nosijo žive mladiče, ki se hranijo preko placente (posteljice), kar imenujemo viviparnost (ali živorodnost).[4][3] Mladiči se rodijo popolnoma razviti in samostojni ter takoj odplavajo stran od matere (predvideva se, da bi lahko bili v nasprotnem primeru žrtev kanibalizma, ki je precej pogost pri morskih psih).[3][5] Viviparnost je pri morskih psih pogostejša kot oviparnost, pojavlja pa se v več različnih načinih.[6]
- v telesu nosijo jajca v ovojnici, kjer se mladiči razvijejo in nato rodijo živi. Tak način je kombinacija viviparnosti in oviparnosti ter ga zaradi tega imenujemo oviviparnost.[3]

Samice morskega psa nosijo mladiče oz. jajca od 9 mesecev do dveh let, odvisno od vrste psa.

## Fizične sposobnosti morskega psa
Morski pes plava s povprečno hitrostjo okrog 3 km/uro vendar pri napadu zelo pospeši in takrat lahko doseže veliko večjo hitrost, npr. mako preko 95 km/uro, vendar le za kratek čas. Njegovi pospeški pa se lahko merijo s pospeški zelo hitrega športnega avta (15 m/s2). Najbolj prilagojen morski pes je morski bik (bull shark), saj lahko živi tako v slani kot v sladki vodi. To mu omogoča poseben organ.

### Zobje
Največja sila ugriza je bila izmerjena pri morskemu psu, dolgem 2 m (vrste dusky), in znaša 60 kg na konico zoba, kar znaša 3 tone na cm². Popolnoma točne meritve še niso uspeli opraviti. Zobje mu rastejo vse življenje in se menjujejo vsakih 8 do 15 dni. Oblike so različne, kar je odvisno od vrste hrane, ki jo pes uživa. Trdota zob je enaka trdoti jekla. Večje žrtve pes ne pregrizne, temveč prereže z gibi glave levo in desno. Zobje nekaterih vrst psov so po robovih nazobčani tako, da z lahkoto prerežejo tudi najdebelejšo kožo. Veliki so približno 10 cm.

### Velikost
Morski psi so različnih velikosti, največji med njimi pa je kitovec, ki se hrani s planktonom, dolg pa je kar 16–18 m. Največji ujeti morski kitovec je bil dolg 13 m in je tehtal 15 ton. Najmanjši pes meri 15 cm in tehta le 28 gramov. Beli morski pes naj bi zrasel do 9 m, največji ujeti pa je meril dobrih 7 m in tehtal 3,5 tone.

### Voh
Voh imajo izredno razvit, saj lahko vonja deset milijonkrat razredčene snovi, na razdaljo preko 400 m. Celo določi lahko, v katero nosnico je prišel močnejši vonj in s tem tudi smer, v kateri je njegov izvor. Razdalja med nosnicama, ki ju ima pes kladvenica na koncih glave, je lahko več kot meter. S pomočjo posebnih kanalov na glavi doseže, da teče voda z vonjem v nosnici. Kladvenice so zato pogosto med prvimi morskimi psi, ki pridejo do ladje, ko se čez krov mečejo deli rib. Nekatere vrste morskih psov lahko zavohajo vonj v zraku in nato plavajo po površini z nosnicami nad vodo.

### Vid
Tudi oči morskega psa so izredno sposobne, saj lahko vidijo tako na blizu kot na daleč, beli morski pes pa lahko prilagodi oči tako, da vidi ostro tudi nad morsko gladino. Psi razlikujejo barve in si znajo zapomniti obliko predmeta za dolgo časa. Oči morskega psa imajo to posebnost, da lahko vidi tudi v slabi svetlobi, saj ima najboljši sistem za ojačitev svetlobe med živalmi na Zemlji. V očeh ima na tisoče večkotnih ploščic, pokritih s snovjo, ki deluje podobno kot posrebritev zrcala in ima visok odboj svetlobe. Njihove oči se zato svetijo podobno kot mačkine. Pri vrstah morskih psov, ki živijo blizu morske površine, so ploščice povezane z vrečkami črnega pigmenta, ki se pri močni svetlobi razporedi po ploščici in tako zmanjša odboj svetlobe. Pes prekrije oči s tanko kožico za zaščito takrat, ko napada na žrtev.

### Pobočnica
Pobočnica morskega psa se razteza na obeh bokih živali in poteka od oči do vrha repne plavuti. Sestavljen je iz množice celic s tankimi nitkami, vse skupaj pa je nameščeno v porah kože in pokrito s sluzjo. Vsako telo, ki se premika v vodi, povzroči valovanje, ki se širi skozi vodo kot koncentrični krogi na površini vode, če vržemo vanjo kamen. Ko to valovanje doseže bočni organ morskega psa, ta lahko z veliko natančnostjo določi izvor valovanja oz. ribo ali človeka, ki plava. Valovanje je odvisno od velikosti ribe in od njenega stanja. Prav zato se psi v nekaj sekundah pojavijo na mestu, kjer je ranjen človek ali ujeta riba, saj je valovanje takrat drugačno, kot je običajno.

### Elektroreceptorji
Glava morskega psa je pokrita s številnimi porami, ki vsebujejo elektroreceptorje. S tem organom morski pes zazna še tako zelo šibko električno polje, ki ga proizvajajo živa bitja, še posebej takrat, ko se krčijo mišice (npr. pri plavanju). Na ta način najde tudi žrtev, ki je skrita in je z očmi ne vidi. Občutljivost tega organa je tako velika, da morski pes zazna baterijo, ki se nam zdi prazna.
Ta organ lahko služi tudi da se pes orientira, saj pes med plavanjem oddaja električne valove, ki so različni, odvisni od smeri plavanja glede na zemeljsko magnetno polje. Na ta način deluje ta organ tudi kot nekakšen notranji kompas.

## Obstoj morskega psa
Letno je na svetu manj kot sto napadov na človeka, od teh je približno 5 usodnih. Vsako leto ribiči pobijejo 30–100 milijonov morskih psov, zato 80 % vrst morskih psov grozi izumrtje.